# تل جامب
تل جامب، هو جبل يقع في جبال كاتسكيل بنيويورك شمال شرق روكسبري. يقع تل فيريس شرقًا ويقع سلسلة جبال موريسفيل غرب تل جامب.